# Politiezone HANO
De Politiezone HANO (zonenummer 5372) is een Belgische politiezone bestaande uit de gemeenten Hamont-Achel en Pelt. De politiezone behoort tot het gerechtelijk arrondissement Limburg.
De zone wordt geleid door korpschef Rudi Verkoyen (Waarnemend).
Het hoofdcommissariaat van de politiezone is gelegen aan de Energiestraat 3 in Pelt.

## Naam
De naam van de politiezone is gevormd uit de eerste letter van elke (voormalige) gemeente: Hamont-Achel, Neerpelt en Overpelt.